# Sint-Martens-Voeren
 Sint-Martens-Voeren  ( Semmäate en limburguès), Fouron-Saint-Martin (en francès) és un nucli del municipi de Voeren de la província de Limburg a Bèlgica El 1976 tenia 915 inhabitants sobre una superfície de 1294 hectàrees. Des dels anys 1980, la immigració de neerlandesos, a la recerca de cases i terrenys menys cars que als afores de Maastricht va força augmentar i el 2005 ja formaven 13% de la població.
El Veurs s'hi barreja amb el Voer.

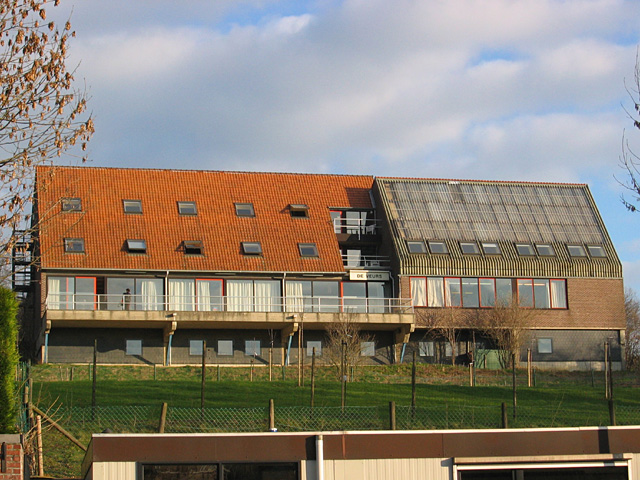
Hostal de joventut De Veurs

Hom hi troba l'església del segle xviii en estil barroc mosà, amb un campanar romànic del segle xii, que fins a la fi de l'antic règim era una col·legiata de la qual depenien les parròquies de Sint-Pieters-Voeren, Sint-Jans-Rade i Slenaken (Països Baixos). De més hi ha unes cases nobles en estil renaixentista, del qual el centre cultural flamenc Veltmanshuis és un exemple molt bonic, i uns molins.

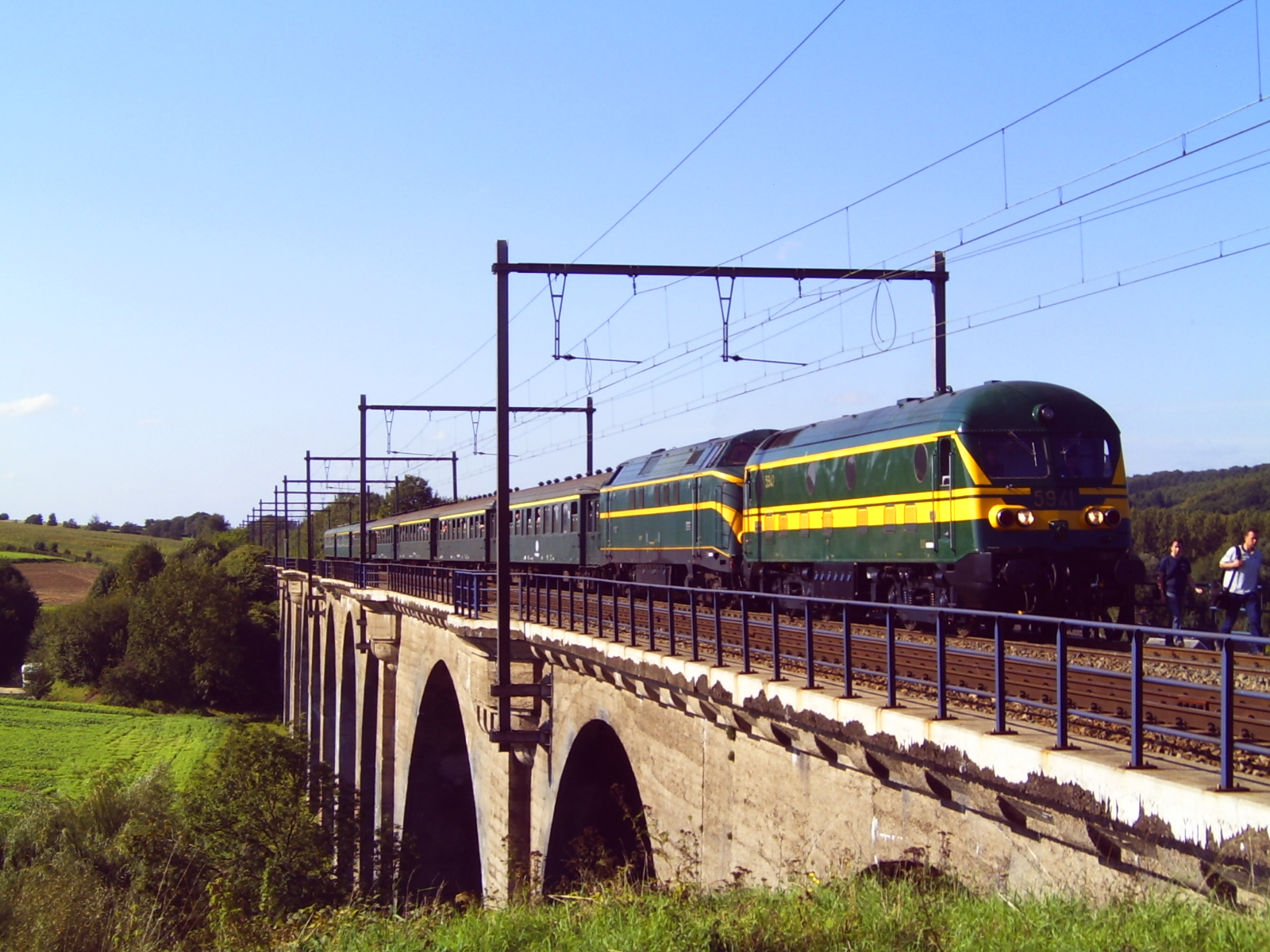
Tren al pont ferroviari de Sint-Martens-Voeren

Fins al 1793, el poble feia part del País de Dalhem, de 1995 a 1815 del departament de l'Ourte i fins al 1963 de la província de Lieja. De 1921 a 1956 hi va haver una estació amb un arrest a la línia ferroviària Visé-Montzen el que va fer créixer el poble més que l'antiga capital de la regió 's-Gravenvoeren. Avui aquesta línia només s'utilitza per al transport de mercaderies. Fins al segle xix va ser un poble d'agricultura mixta i de molt de boscs, que a poc a poc va evolucionar vers la sola ramaderia. Recentment, el turisme rural va començar a desenvolupar-se.

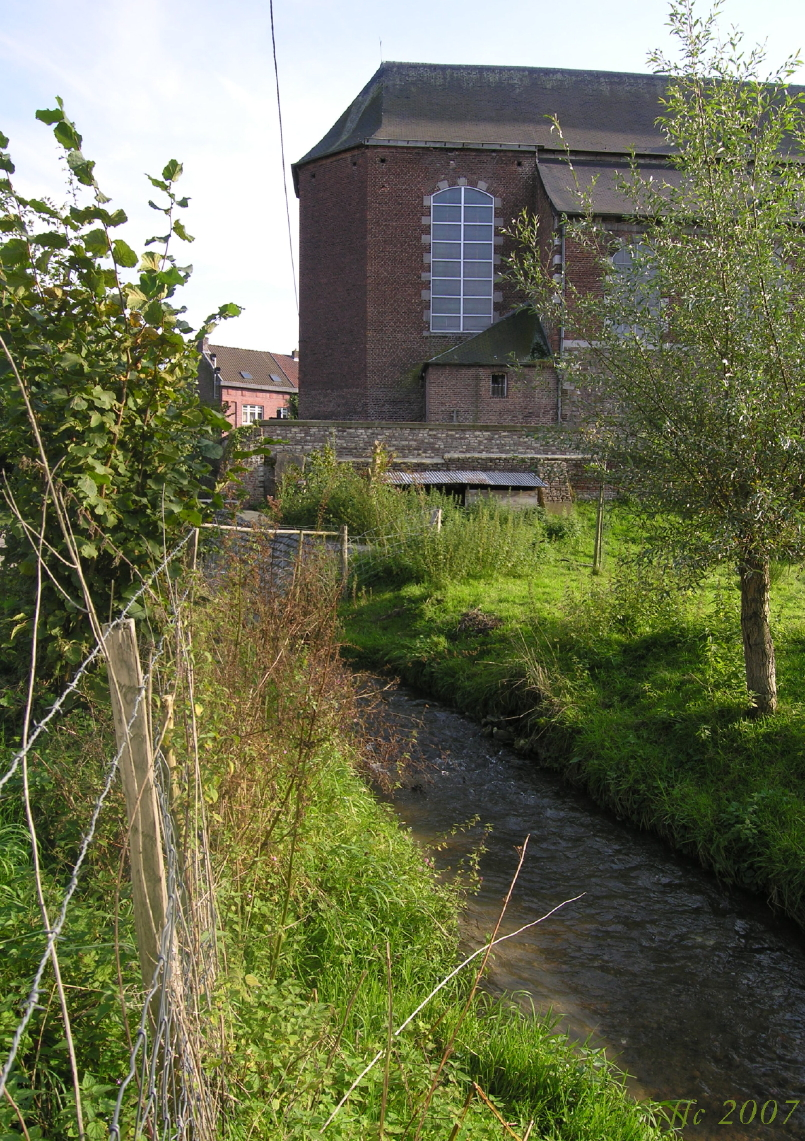
El rierol Veurs
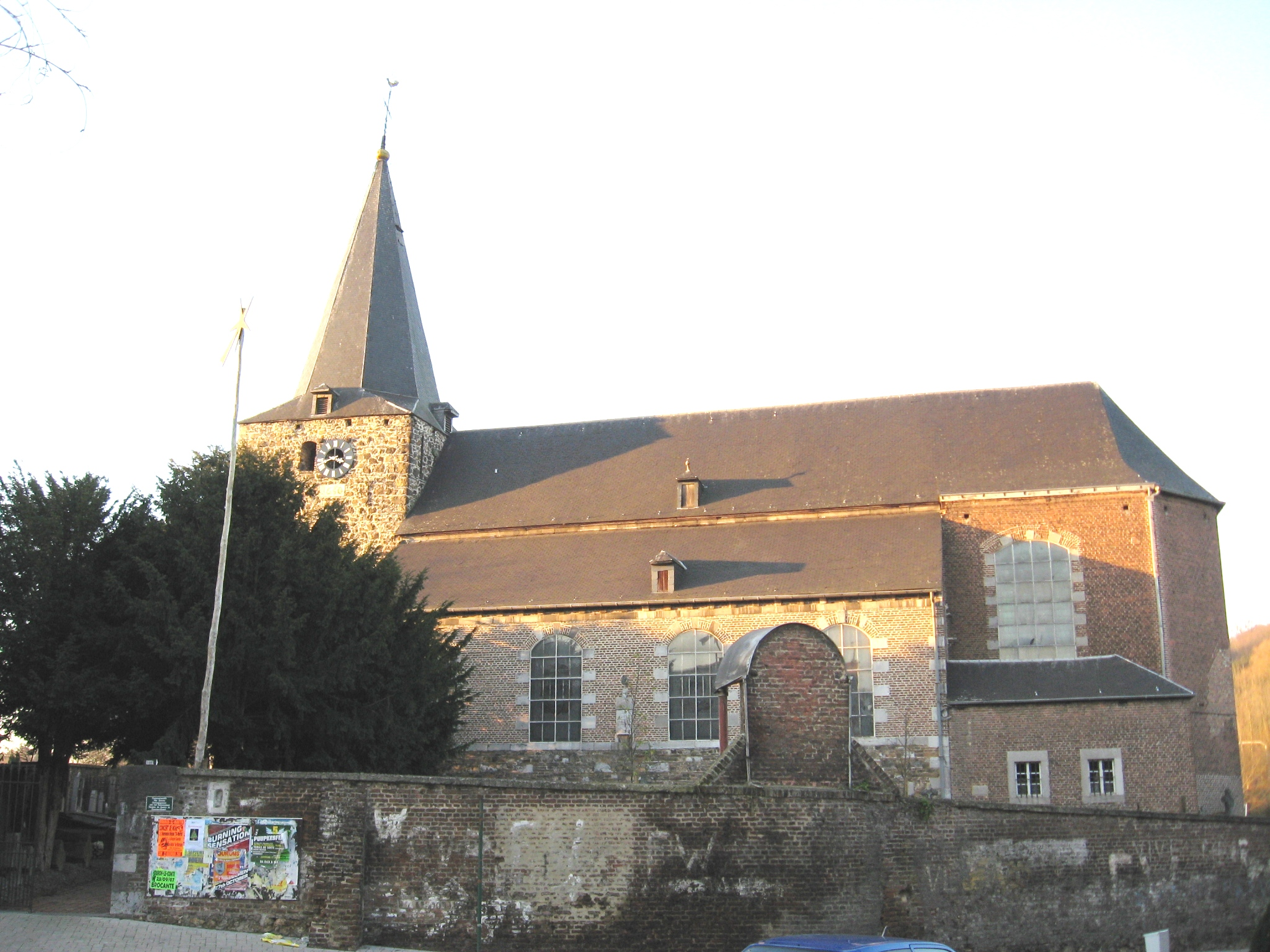
L'església de Martí de Tours
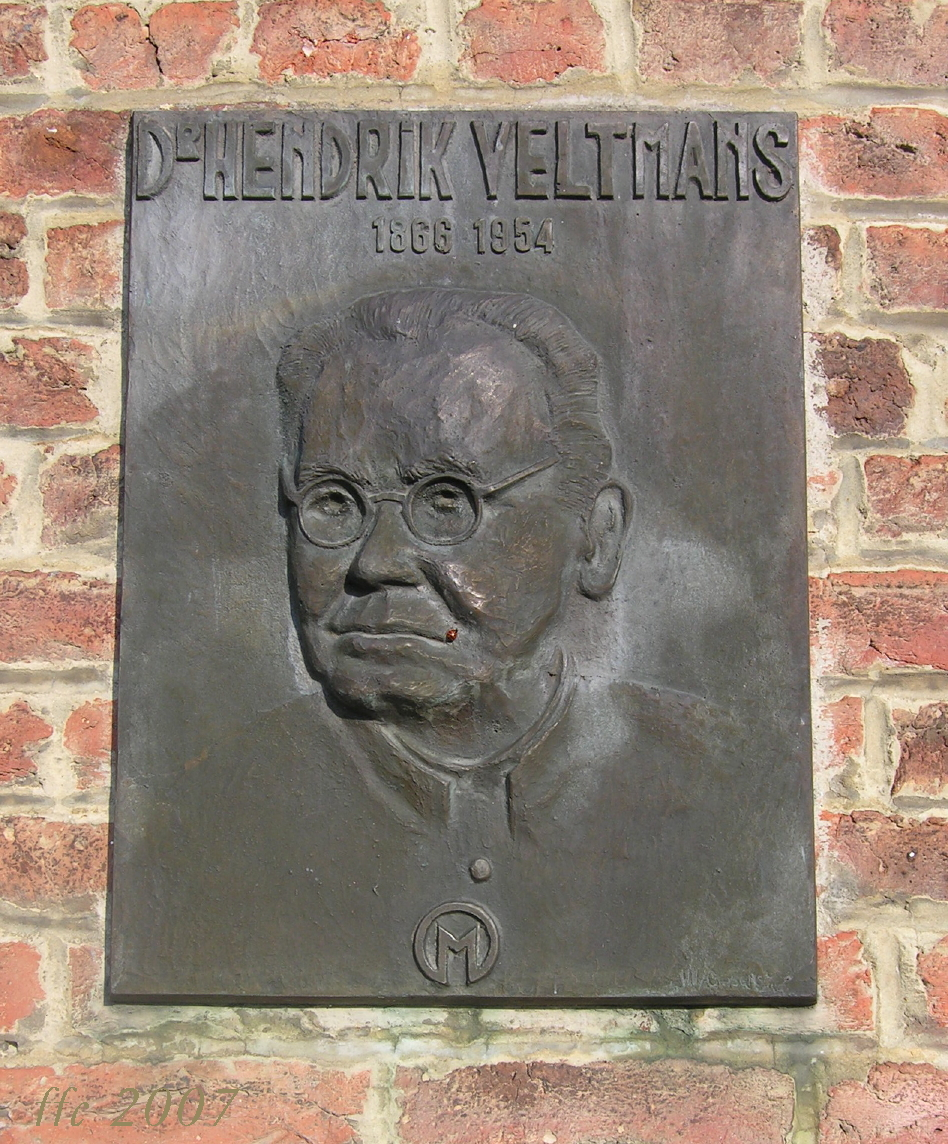
Placa en memòria d'en fascisto Hendrik Veltmans
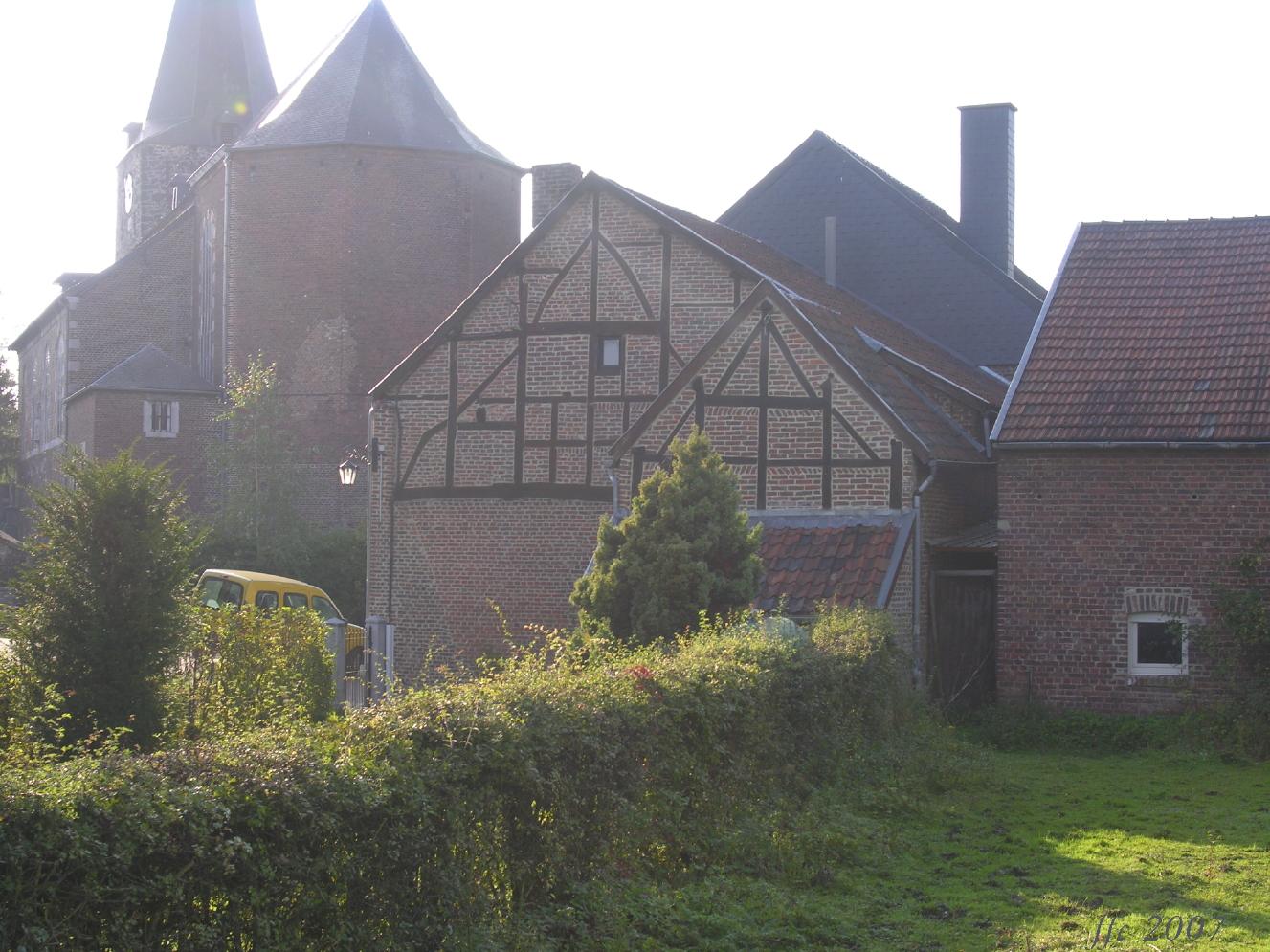
Església i casa d'entramat de fusta